# رحمان دادمان
رحمان دادمان (۱۳۳۵ – ۲۷ اردیبهشت ۱۳۸۰) سیاستمدار ایرانی و وزیر راه و ترابری در دولت محمد خاتمی بود که در سانحه هواپیمای یاک ۴۰ کشته شد.

## زندگی
دادمان در سال ۱۳۳۵ در اردبیل به دنیا آمد. تحصیلات ابتدایی را در همان شهر و تحصیلات متوسطه را در رشته ریاضی در دبیرستان هدف تهران به انجام رساند. در سال ۱۳۵۳ در رشته مهندسی راه و ساختمان (کارشناسی ارشد پیوسته) وارد دانشگاه تهران شد و در سال ۱۳۶۵ مدرک کارشناسی ارشد خود را در همین رشته از همان مؤسسه اخذ کرد. دادمان در سال ۱۳۷۵ مدرک دکترا در رشته مهندسی عمران را نیز از دانشگاه منچستر (یومیست سابق) دریافت کرد. دادمان با زهره السادات ناظری، از جمله افراد شرکت کننده در تسخیر سفارت ایالات متحده در تهران در آبان ۱۳۵۸، ازدواج کرده بود، آنها دارای چهار فرزند بودند. یکی از فرزندان او علی دادمان فعال اقتصادی و سیاستمدار ایرانی بود که بر اثر بیماری سرطان در روز ۷ تیر ۱۳۹۵ به‌طور مشکوکی درگذشت. همچنین فرزند دیگر وی محمد مهدی دادمان نیز به عنوان رئیس حوزه هنری انقلاب اسلامی منصوب شده است.

## فعالیت سیاسی
وی پیش از انقلاب ۱۳۵۷ از فعالان جنبش اسلامی در انجمن‌های اسلامی دانشگاه تهران بود. درحالی که نزدیک به ۹۰ درصد واحد درسی‌اش را گذرانده بود به خاطر فعالیت‌های مبارزاتی‌اش مجبور به فرار از دانشگاه شد. وی پس از پیروزی انقلاب به همراه دانشجویان مسلمان پیرو خط امام در تسخیر سفارت آمریکا نقش فعالی ایفا نمود. پس از حمله آمریکا و ماجرای طبس جمعی از گروگان‌ها را به‌طور مخفیانه با خود به تبریز می‌برد. در تبریز حدود دو ماه قبل از آغاز جنگ ایران و عراق با تأکید  مدنی، دادمان فرمانده سپاه آذربایجان می‌شود. در سال ۱۳۶۰ در انتخابات میان‌دوره‌ای دوره اول مجلس شورای اسلامی در شهر تبریز شرکت کرده و به عنوان کاندیدای حزب جمهوری اسلامی معرفی می‌شود. دادمان در آن انتخابات با کسب ۹۳ درصد آرای مردم به عنوان نماینده اول مردم تبریز انتخاب و راهی مجلس می‌شود. در حین تصویب اعتبارنامه او در مجلس شورای اسلامی، یکی از نمایندگان (فضل‌الله محلاتی) به روند انتخابات این شهر اعتراض می‌کند و پرونده به کمیسیون تحقیق ارجاع می‌شود. این کمیسیون به استناد اسناد باقی‌مانده و مشروح مذاکرات، صحت انتخابات تبریز را رد می‌کند.

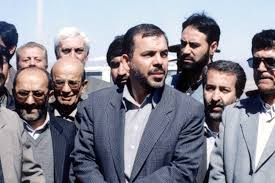
رحمان دادمان در حین خدمت

دقایقی قبل از طرح پرونده انتخابات تبریز در صحن علنی مجلس، از سوی یکی از نمایندها عکسی در مجلس توزیع می‌شود که منجر به حذف دادمان شد. داستان عکس از این قرار بود که در روز ۲۹ بهمن ۵۷، هفت روز پس از پیروزی انقلاب، جمعی از جوانان فعال در تبریز، که در اداره پادگان فعال بودند تصمیم گرفتند برای بزرگداشت تظاهرات ۲۹ بهمن تبریز و در سالگرد آن یک رژه مسلحانه در سطح شهر ترتیب دهند که برای انقلاب و انقلابیون در فضای پر از شور و احساس، قدرت نمایی یا تثبیت نظام محسوب می‌شد. این رژه بیش از دو ساعت طول کشید و انقلابیون و در میان آنان موسی خیابانی – از اعضای اصلی مجاهدین خلق - برای چند دقیقه بر نفربر پیشاپیش رژه، سوار شدند و همراهان از آن‌ها عکس‌برداری کردند. متعاقباً این عکس در جریان تبلیغ برای کاندیداتوری خیابانی در انتخابات مرحله اول مجلس در تبریز توزیع و در نشریه سازمان مجاهدین خلق چاپ شد. در این عکس رحمان دادمان به همراه عده‌ای دیگر- از جمله خیابانی – دیده می‌شود. رحمان دادمان پس از واقعه انفجار در دفتر حزب جمهوری اسلامی به مجلس راه یافته بود. فضای سیاسی به شدت متشنج و ملتهب بود. از ۳۰ خرداد ۱۳۶۰ که سازمان مجاهدین خلق مبارزه مسلحانه را در دستور کار خود قرار داده بود و در پی اقدامات خشونت بار و خونینی نظیر انفجار در دفتر حزب جمهوری اسلامی و ۸ شهریور دیگر مجال درنگ برای جمهوری اسلامی باقی نمانده بود. حتی هرگونه ظن و گمان پیرامون ارتباط، همکاری یا هم‌فکری افراد با مجاهدین موجب بدبینی و حتی حذف از عرصه سیاسی و اجتماعی می‌شد. هنگامی که اعتبارنامه دادمان به رای گذاشته شد ۶ نفر از نمایندگان از صحن خارج شدند و از ۱۶۹ رای وکلای حاضر در صحن، ۶۸ نفر رای مخالف و ۶۲ نفر رای ممتنع به گلدان‌ها ریختند(۳۹موافق)؛ لذا به استناد آن عکس به همکاری با سازمان مجاهدین خلق متهم و اعتبارنامه اش رد شد.
پس از رد اعتبارنامه‌اش دوباره به سپاه برگشت و تا پایان جنگ در سمت‌های مختلفی همچون مسئول ستاد عملیاتی سپاه پاسداران، جانشین معاونت کل لجستیک و تدارکات سپاه و قائم‌مقام عضو هیئت امنای جهاد سازندگی و همچنین معاون آموزش جهاد به فعالیت پرداخت. هم‌زمان، با ادامه تحصیل واحدهای عقب مانده‌اش را در دانشکده فنی گذراند و به عنوان کارشناس ارشد عمران از دانشگاه تهران فارغ‌التحصیل شد. با الحاق سازمان شیلات ایران به وزارت جهاد به عنوان اولین مدیرعامل سازمان شیلات ایران منصوب گردید و تا شهریور ۱۳۶۸ در آن‌جا ماند. در سال ۱۳۶۹ در آزمون اعزام به خارج برای اخذ مدرک دکتری پذیرفته شد و به عنوان دانشجوی بورسیه وزارت علوم عازم شهر منچستر انگلستان شد.
دادمان پس از ۵ سال در سال ۱۳۷۵ با مدرک دکتری به ایران بازگشت و تا دوم خرداد ۷۶ به تدریس در دانشگاه مشغول شد. در دوران ریاست جمهوری سید محمد خاتمی ابتدا به عنوان معاون وزیر راه و ترابری و مدیرعامل راه‌آهن جمهوری اسلامی ایران انتخاب شد و سپس در دی ماه ۱۳۷۹ به مجلس معرفی می‌شود و با ۲۲۳ رأی موافق به‌عنوان وزیر راه و ترابری انتخاب می‌شود.

## نامزدی معاونت اول دولت هشتم و مرگ

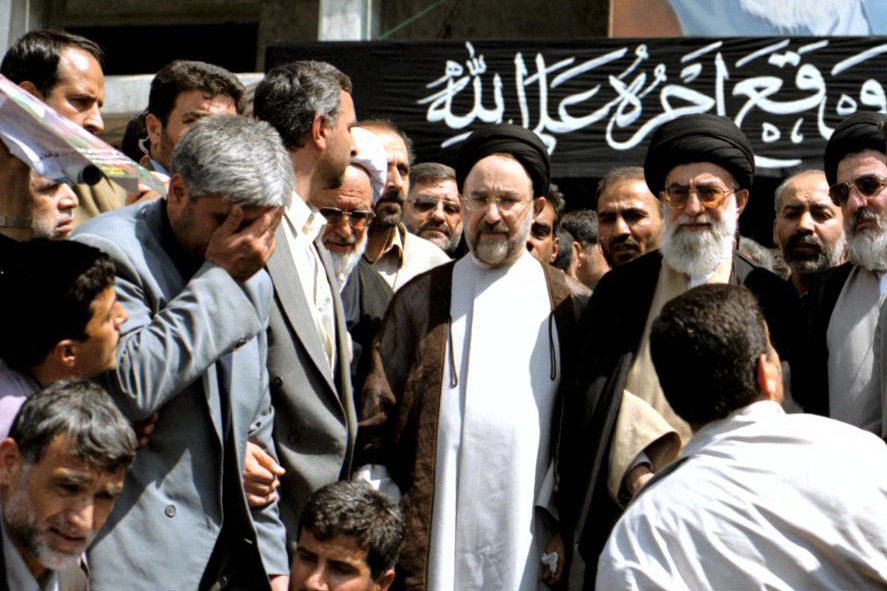
مراسم ترحیم دادمان با حضور مقامات طراز اول کشور

رحمان دادمان در ۲۷ اردیبهشت سال ۱۳۸۰ (۱۷ مه ۲۰۰۱) و در حالی که بحث‌هایی پیرامون انتخاب وی به عنوان گزینهٔ جبهه مشارکت ایران اسلامی برای معاون اولی جدید دولت سید محمد خاتمی در جریان بود، ساعت ۶ صبح جهت انجام مأموریت اداری و افتتاح فرودگاه گرگان عازم استان گلستان می‌شود. ظاهراً خلبان هواپیمای خطوط هوایی آسمان که قرار بود او و هیئت همراهش را به گرگان ببرد با دریافت گزارش هواشناسی از پرواز انصراف می‌دهد و هواپیمای هیئت تغییر می‌کند و در شرایط بد جوی کردینیتور هواپیمایی فراز قشم اعلام می‌کند، آمادگی پرواز به سمت گرگان را دارد. هواپیمای یاک ۴۰ در ساعت ۶:۴۵ بامداد پنج‌شنبه، تهران را ترک می‌کند و ده دقیقه قبل از رسیدن به مقصد، ارتباط هواپیمای روسی با ایستگاه مربوط قطع می‌شود و به علل نامعلومی در ۱۰ مایلی ساری سقوط می‌کند. در این حادثه رحمان دادمان وزیر راه و ترابری به همراه تعدادی از مقامات ایرانی و جمعی از نمایندگان استان گلستان و تمامی خدمه جان خود را از دست می‌دهند. در نهایت سازمان هواپیمایی کشوری در اطلاعیه‌ای رسمی علت سقوط هواپیمای حامل ایشان را اشتباه خلبان اعلام کرد؛ ولی بررسی‌های انجام شده از خراب‌کاری و آتش گرفتن هواپیما قبل از سقوط حکایت دارد. عباس پالیزدار در طی یک سخنرانی در دانشگاه بوعلی سینا همدان به تاریخ ۱۴ اردیبهشت ۱۳۸۷ گفت که هواپیمای حامل او با قصد قبلی سقوط کرده است.

## مراسم تشییع و محل دفن
مراسم تشییع پیکر رحمان دادمان در تاریخ ۳۰ اردیبهشت ۱۳۸۰ با حضور جمعی از مسئولان کشوری و لشکری و اقشار مختلف مردم، از مقابل مجلس شورای اسلامی برگزار شد. سید علی خامنه‌ای، رهبر جمهوری اسلامی ایران نیز پیام تسلیتی به مناسبت درگذشت او صادر کرد و از خدماتش در دوران وزارت تقدیر نمود. پیکر وی پس از تشییع، در مسجد ۷۲ تن بهشت زهرا (س) تهران به خاک سپرده شد. همچنین پس از مرگ وی خیابانی در شهرک غرب تهران به نام او نام گذاری شد.